# Sirault
Sirault – dzielnica (section) miasta Saint-Ghislain w Belgii, w Regionie Walońskim, w prowincji Hainaut, w okręgu Mons. 1 stycznia 2020 roku liczyła 3788 mieszkańców. Do 31 grudnia 1976 samodzielna gmina. 

## Demografia
Liczba mieszkańców, stan na 1 stycznia:
| Rok                | 1930 | 1947 | 1961 | 2020 |
| ------------------ | ---- | ---- | ---- | ---- |
| Liczba mieszkańców | 2760 | 2829 | 2835 | 3788 |